# 托比亚斯·弗兰克
托比亚斯·弗兰克（德語：Tobias Frank，1958年4月5日—），德国男子曲棍球运动员。他曾代表西德国家队参加1984年和1988年夏季奥林匹克运动会曲棍球比赛，获得二枚银牌。